# Александру Вулпе
Александру Вулпе (на румънски: Alexandru Vulpe) е румънски историк и археолог, член на Румънската академия и директор на Института по археология „Василе Първан“.

## Биография
Вулпе е роден на 16 юни 1931 г. в Букурещ, Кралство Румъния. През 1954 г. завършва Историческия факултет на Букурещкия университет, където изучава древна история и класическа филология.
През 1965 г. става научен изследовател в Института по археология „Василе Първан“, а през 1968 г. пише докторат по история на тема „Халщатският некропол на Феригиле: Археологическа монография“, ръководен от Йон Нестор. От 1976 г. Вулпе е член-кореспондент на Германския археологически институт и член на постоянния съвет на Международния съюз за праисторически и протоисторически науки (IUPPS).
През 2000 г. Вулпе е награден с Ордена на звездата на Румъния. През 2009 г. е избран за титуляр за член на Румънската академия.
Умира на 9 февруари 2016 г.  